# Storseisund-Brücke

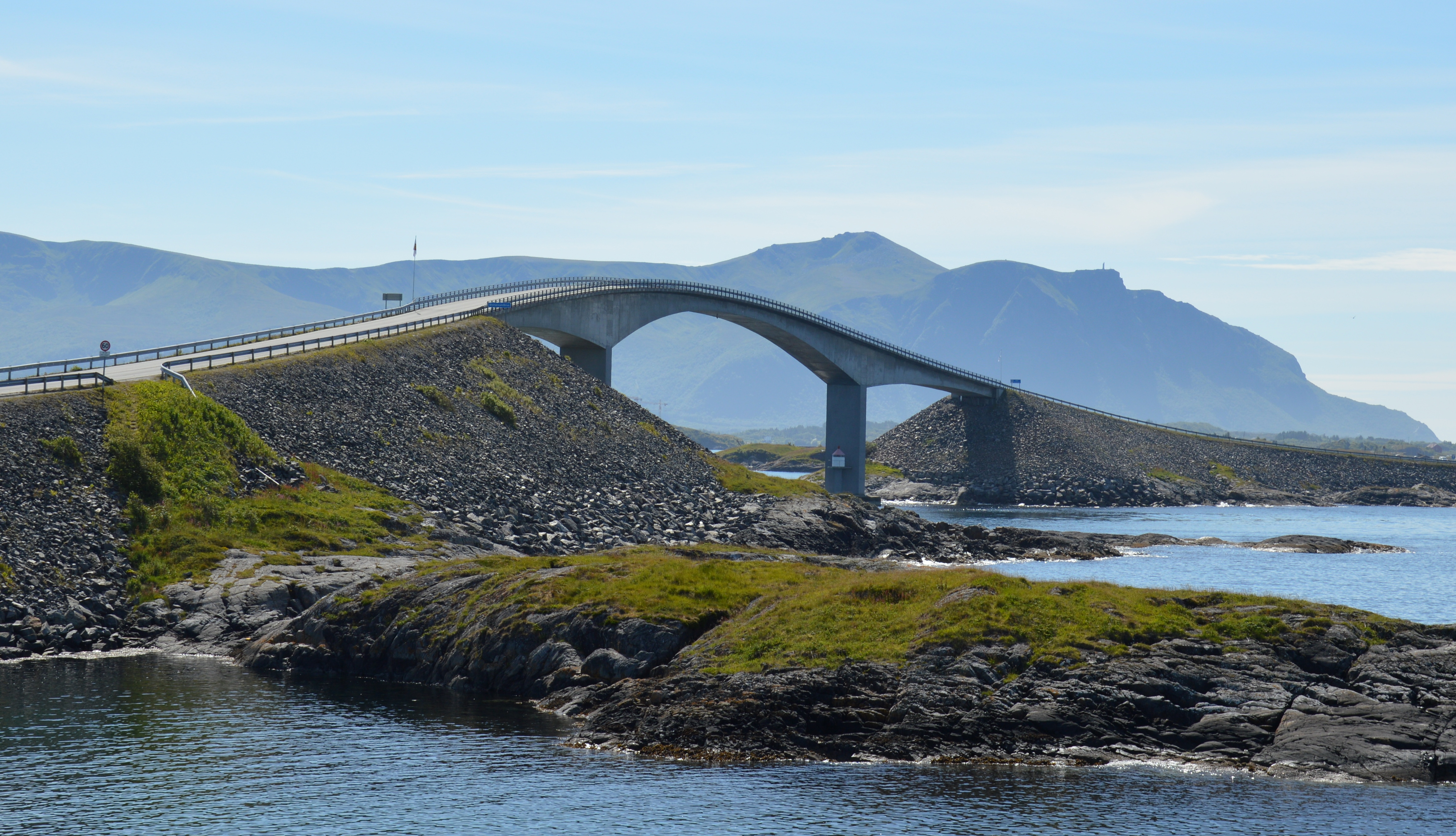
Storseisund-Brücke

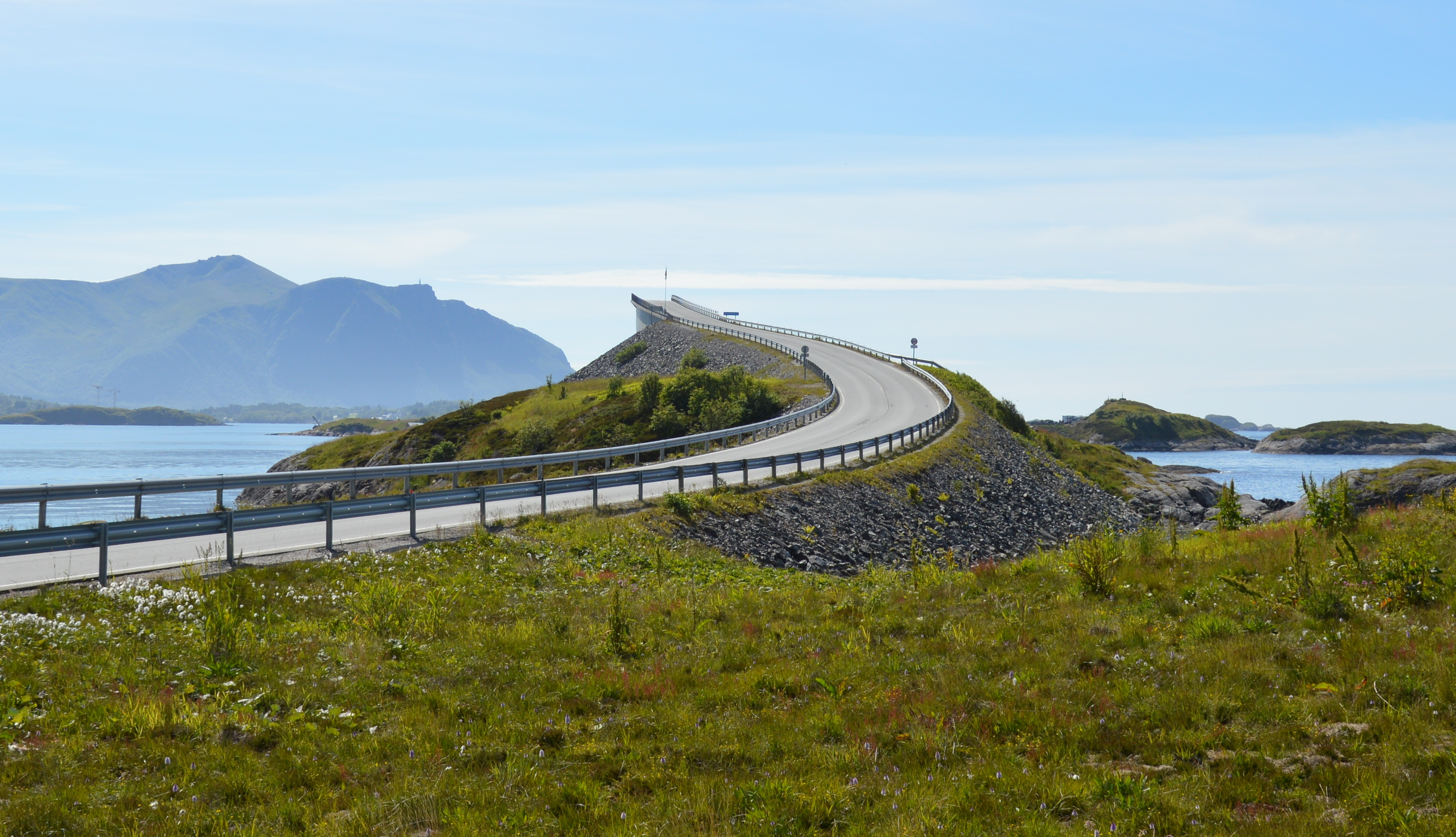
Blick von Osten

Die Storseisund-Brücke (norwegisch: Storseisundbrua) ist eine Brücke in den norwegischen Gemeinden Hustadvika und Averøy in der Provinz Møre og Romsdal.
Das markante Bauwerk ist Teil der acht Brücken umfassenden, zu den Norwegischen Landschaftsrouten gehörenden Atlantikstraße im Lauvøyfjord. Sie überbrückt den Storseisund. Über die Betonbrücke wird die norwegische Reichsstraße 64 geführt. Etwas westlich der Brückenmitte verläuft die Grenze zwischen den Gemeinden Hustadvika und Averøy.
Mit einer Länge von 260 Metern bei einer Höhe von 23 Metern ist sie die größte Brücke der in den 1980er Jahren gebauten Atlantikstraße und zugleich ihr Wahrzeichen. Sie verfügt über drei Bögen, der größte hat eine Spannweite von 130 Metern. Die Eröffnung der Storseisund-Brücke erfolgte im Jahr 1988.
Östlich der Brücke befinden sich auf der Insel Lyngholmen ein Rundweg, ein Informationscenter mit Shop und ein Parkplatz.
Die Brücke war Handlungsort des 2021 erschienenen James-Bond-Films Keine Zeit zu sterben.